# Theodor Bursche

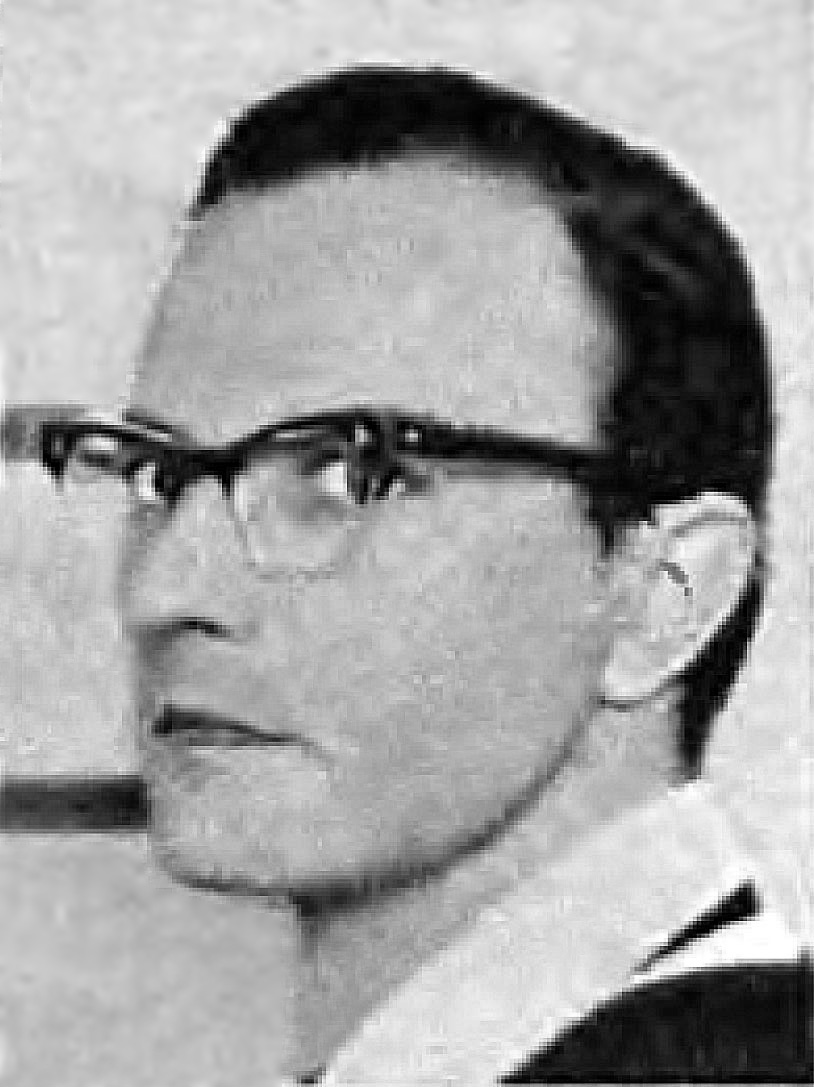
Theodor Bursche

Theodor Bursche (auch Teodor Bursze) (* 31. Mai 1893 in Zgierz, Russisches Kaiserreich; † 15. März 1965 in Warschau) war ein polnischer Architekt und Denkmalpfleger. Er war ein Sohn des evangelischen Pfarrers Ernst Wilhelm Bursche und ein Halbbruder von Bischof Juliusz Bursche.
Bursche war Absolvent der Architektur-Fakultät der Warschauer Technischen Hochschule (1922), Lehrbeauftragter an der Noakowski-Architekturschule für Mädchen und Vorstandsmitglied des Polnischen Architektenverbandes (SARP). Er entwarf und errichtete die evangelische Kirche in Ruda Pabianicka.
Während des Zweiten Weltkrieges wurde er zusammen mit seinen Brüdern von den deutschen Behörden festgenommen und in das KZ Sachsenhausen sowie das KZ Mauthausen-Gusen (Steinbruch) eingeliefert. Nach 1945 arbeitete er in der Baudenkmalabteilung des Büros zum Wiederaufbau der Hauptstadt (Biuro Odbudowy Stolicy, BOS) und danach in den Werkstätten für Denkmalpflege (Pracownie Konserwacji Zabytków, PKZ). Er war beteiligt am Wiederaufbau des Altstädter Rings, des Präsidentenpalasts und der Dreifaltigkeitskirche in Warschau. 
Gemeinsam mit dem Bildhauer Stanisław Sikora entwarf er 1955 das Denkmal im KZ Mauthausen-Gusen. 
Bursche wurde auf dem Evangelisch-Augsburgischen Friedhof in Warschau bestattet.

## Werke
- Haus von Władysław Różycki in Warschau, Ulica Elsterska 1, modernistischer Bau von 1930
- Evangelische Kirche in Łódź-Ruda Pabianicka, erbaut von 1928 bis 1935, jetzt katholische Kirche der Heiligen Jungfrau Maria vom Tor der Morgenröte - Mutter der Barmherzigkeit
- Wohngebiet Kombajn in Warschau-Ochota, erbaut von 1960 bis 1966 (Mitautor)
- Denkmal für die polnischen Opfer des KZ Mauthausen (Entwurf von Stanisław Sikora und Theodor Bursche)

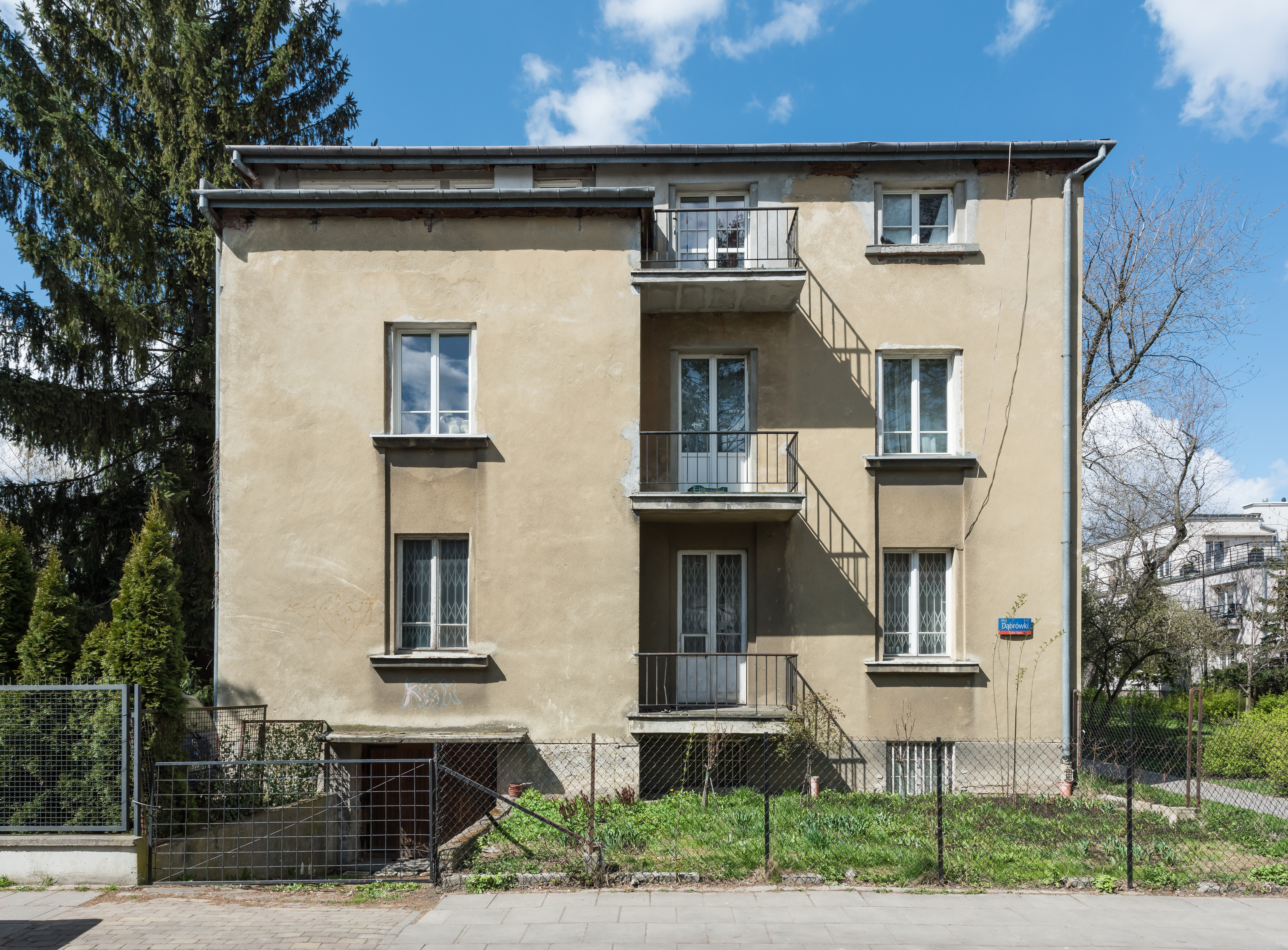
Haus Ulica Elsterska 1 in Warschau
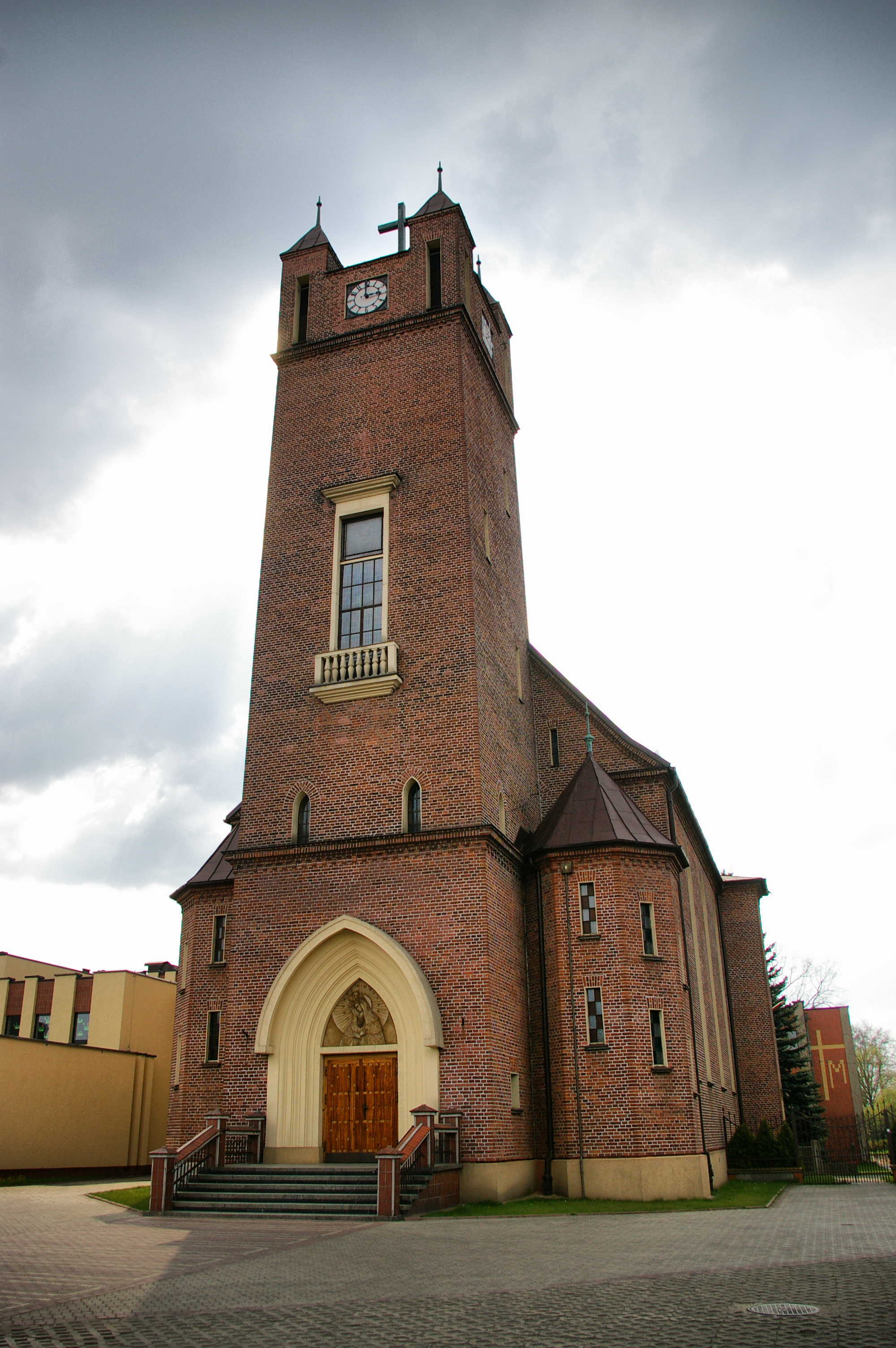
Kirche in Łódź-Ruda Pabianicka
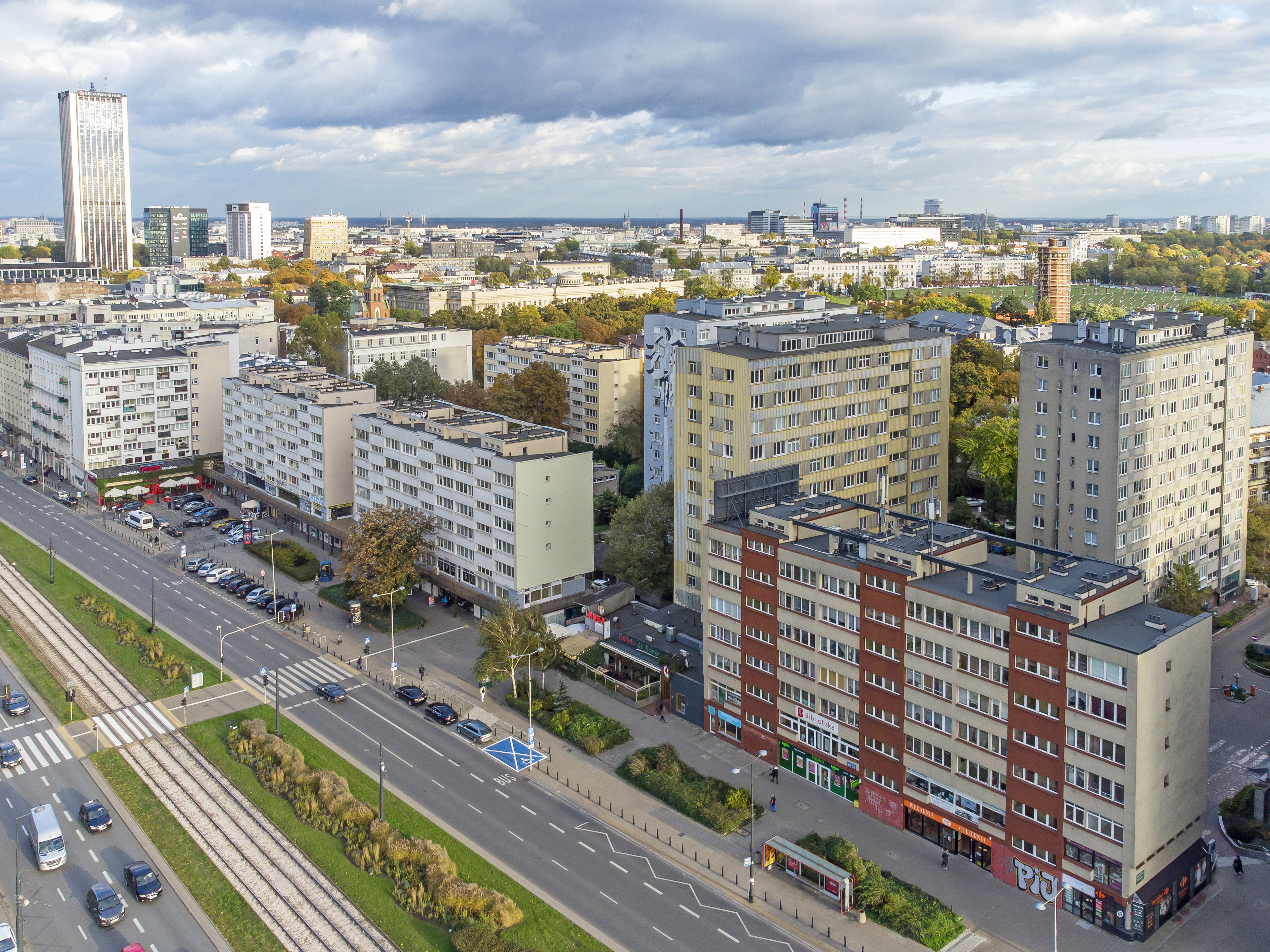
Wohngebiet Kombajn in Warschau-Ochota
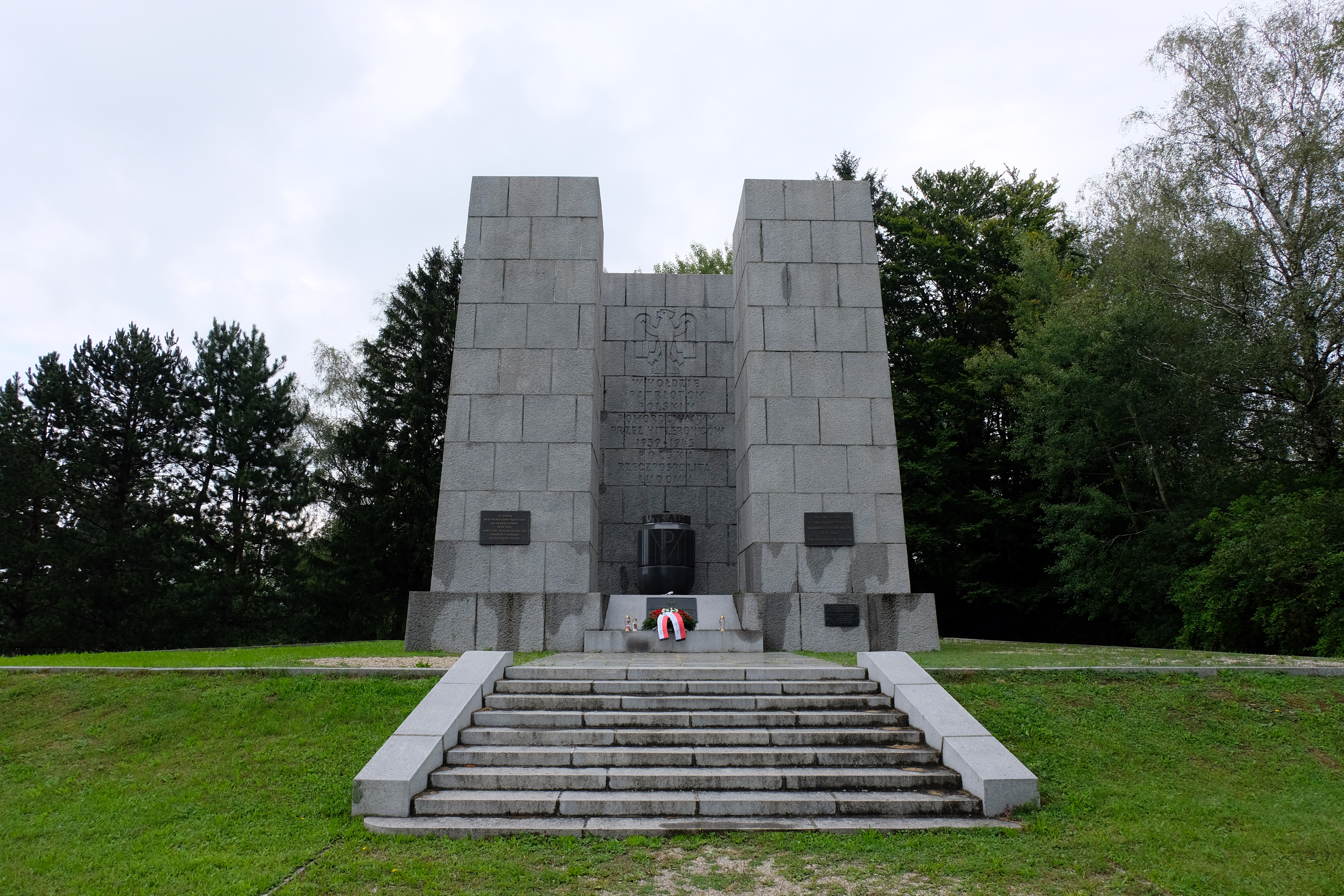
Denkmal für die polnischen Opfer des KZ Mauthausen

## Bibliografie
- Anna Czapska: Bursze Teodor. In: Henryk Kondziela, Hanna Krzyżanowska (Hrsg.): Polski słownik biograficzny konserwatorów zabytków. 2. Auflage. Wydaw, Poznań 2006, ISBN 83-7177-416-8.

## Weblink
- Theodor Bursche

| Personendaten    | Personendaten        |
| ---------------- | -------------------- |
| NAME             | Bursche, Theodor     |
| ALTERNATIVNAMEN  | Bursze, Teodor       |
| KURZBESCHREIBUNG | polnischer Architekt |
| GEBURTSDATUM     | 31. Mai 1893         |
| GEBURTSORT       | Zgierz               |
| STERBEDATUM      | 15. März 1965        |
| STERBEORT        | Warschau             |